# Compétitions artistiques aux Jeux olympiques d'été de 1932
À l’occasion des Jeux olympiques d'été, organisés aux États-Unis, à Los Angeles, des compétitions artistiques sont organisées parallèlement avec les épreuves sportives C’est la cinquième fois consécutivement que le domaine artistique et le domaine sportif se côtoient dans le cadre de cet événement planétaire. Les règles et l’organisation sont les mêmes que pour l’édition précédente de 1928 qui s’était déroulée à Amsterdam, aux Pays-Bas. Les œuvres produites doivent être originales et avoir un lien direct avec le sport. Les cinq catégories historiques (Architecture, Littérature, Musique,  Peinture et Sculpture) étant divisées en diverses sous-catégories. Enfin, il est à nouveau prévu que les lauréats des concours d’art soient récompensés des médailles d’or, d’argent et de bronze, au même titre que les sportifs. 
Comme en 1928, ces compétitions artistiques connaissent un immense succès. Plus de 384 000 visiteurs viennent admirer les 1 100 œuvres exposées par les 540 artistes représentant 31 pays. Vingt-trois médailles sont distribuées dont huit en or.

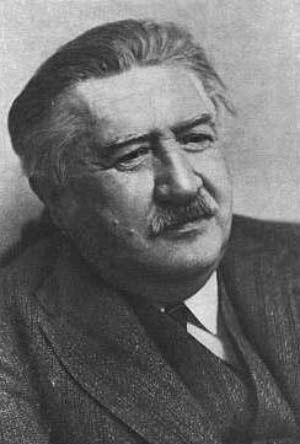
Le compositeur tchèque Josef Suk récompensé par une médaille d’‘argent dans la catégorie Musique.

## Organisation
Comme pour les Jeux olympiques d'été de 1928, certains domaines artistiques sont divisés en  sous-catégories. Neuf concours dans cinq catégories d’art principales sont ainsi organisés : 
- Architecture: Urbanisme, Projets architecturaux
- Littérature
- Sculpture: Statues, Médailles et  bas-reliefs
- Peinture:  Peintures, Dessins et Aquarelles, Arts graphiques
- Musique

L’exposition des œuvres se tient du 30 juillet 1932 au 1er octobre 1932 au Los Angeles Museum of History, Science and Art. Elle accueille un nombre de visiteurs si important  que les heures de visite doivent être prolongées. Bénéficiant d'un aménagement particulier, les pays ayant envoyé un grand nombre  de productions (comme l’Allemagne, la France, la Grande-Bretagne, les Pays-Bas, la Suède ou les États-Unis) occupent une galerie qui leur est spécialement réservée. Comme en 1928, les œuvres présentées par les artistes peuvent être acquises par le public. À charge pour les acheteurs de verser au CIO une contribution se montant à 10 % du prix d'achat de leur acquisition.

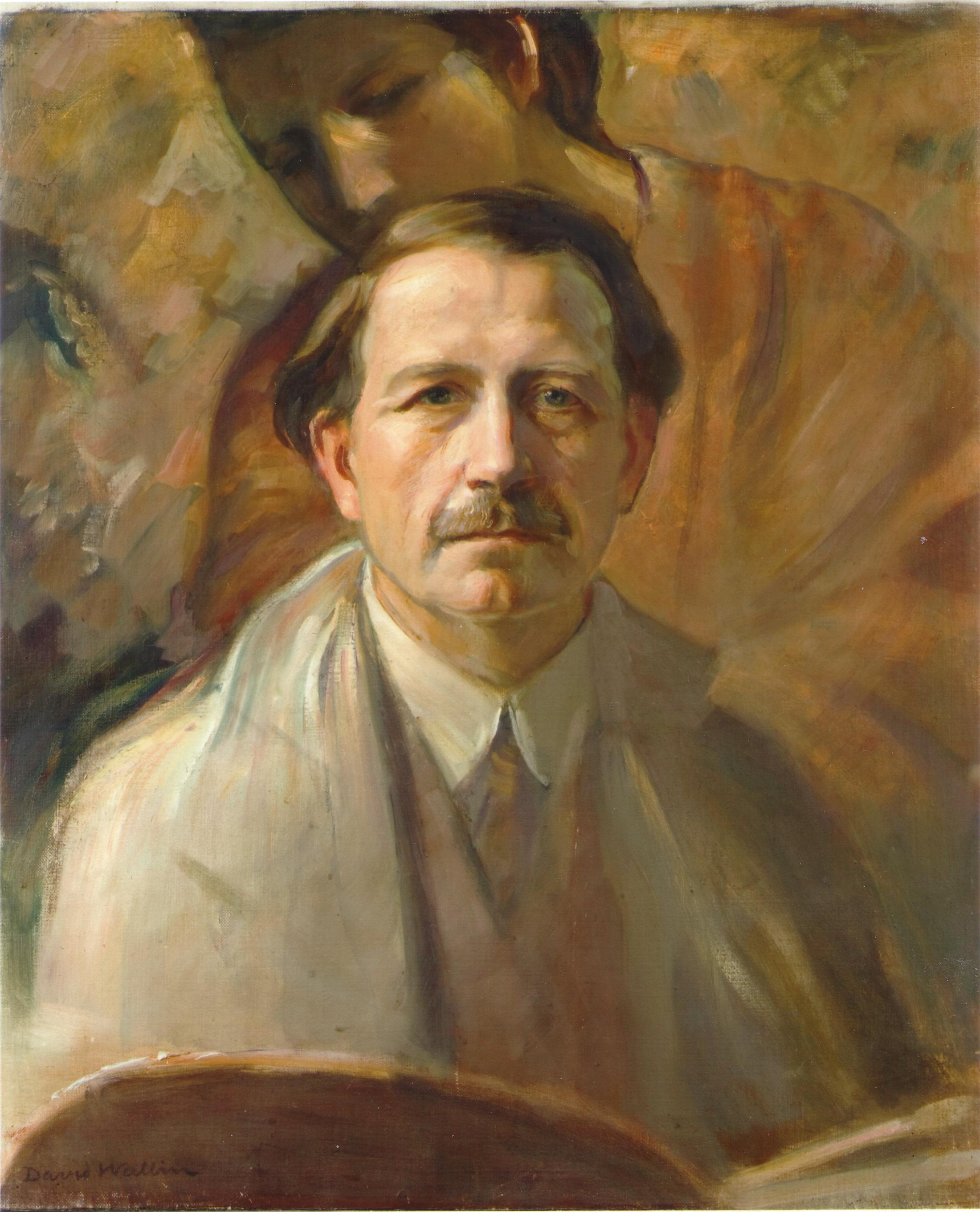
Autoportrait du Suédois David Wallin médaillé d’or dans la catégorie Peinture.

## Bilan
Cinquante-huit participants représentant 14 pays participent  au concours d’Architecture. Sont présentés des dessins, des croquis, des photographies en lien avec des projets de terrains de sport, de bâtiments de clubs, de hangars à bateaux, de gymnases et même de bains publics, Dans la catégorie Urbanisme, la médaille d’or est décernée au Britannique John Hugues pour son « Plan d'un parc des sports et de repos avec stade pour la ville de Liverpool » En ce qui concerne le concours de Projets architecturaux, la médaille d'or revient aux trois  architectes parisiens  Gustave Saacké, Pierre Bailly et Pierre Montenot pour leur projet commun de « Cirque pour corridas ». Un choix étonnant dans la mesure où la tauromachie n’a aucun rapport évident avec les Jeux olympiques.
En ce qui concerne la littérature, seulement 18 auteurs représentant 8 pays participent à la compétition. Contrairement à l’édition des Jeux olympiques précédents, aucune sous-catégorie n’a été créée. Œuvres dramatiques, lyriques, épiques, pièces de théâtre, odes, romans et nouvelles se retrouvant en lice au sein de la même et unique classification. Le jury composé d’écrivains prestigieux tels que William Lyon Phelps, Thornton Savage, Hugh Walpole et André Maurois décerne la médaille d’or à l’Allemand Paul Bauer pour « Le combat contre l’Himalaya ». Un récit d’alpinisme qui raconte les expéditions dramatiques de l’auteur et de ses compagnons au Kangchenjunga, un sommet qui est le troisième le plus haut sur Terre et qui se situe à une altitude de 8 586 mètres. En ce qui concerne la médaille d’argent, elle est attribuée au Danois Josef Petersen pour « les Argonautes ». Connu pour ses romans historiques inspirés de l’Antiquité et du Moyen Âge, Josef Petersen est aussi un passionné d’athlétisme qui avait déjà obtenu 2 médailles d’argent dans le cadre des compétitions artistiques, en 1924 et  1932. Aucune médaille de bronze n’est décernée.
Dans la catégorie Musique, aucun sous-catégorie n’a été créée, tout comme en littérature. Le bilan officiel dénombre 39 artistes représentant 15 pays. Comme en 1928, Les membres du jury ne décernent qu’une récompense. Une médaille d’argent  revenant  au compositeur tchèque Josef Suk pour son œuvre intitulée « En route vers la vie nouvelle ».
En peinture, 322 artistes représentant 19 pays participent à l’ensemble des épreuves. Le rapport officiel faisant état de 665 œuvres participant à la compétition. Dans la sous-catégorie Peintures, la médaille d'or est décernée au peintre suédois  David Wallin (en) pour son tableau « Bord de mer à Arilde ». Tandis que la médaille d‘argent revient à Ruth Miller (en), auteure d’une œuvre intitulée « La lutte ». Le médaillé d'or dans la sous-catégorie « dessins et aquarelles » est le peintre aquarelliste américain Lee Blair pour son dessin « Rodéo ». Plus tard, en 1938, Lee Blair sera engagé aux Walt Disney Studios comme superviseur de la couleur pour Pinocchio.Quant à la médaille d’argent, elle est remportée  par le très prolifique graphiste et illustrateur américain Percy Crosby pour son dessin « Jackknife ». L’historien de la bande dessinée Maurice Horn considère Crosby comme un innovateur dont certaines techniques ont été utilisées plus tard par des dessinateurs de renom comme Bill Watterson.

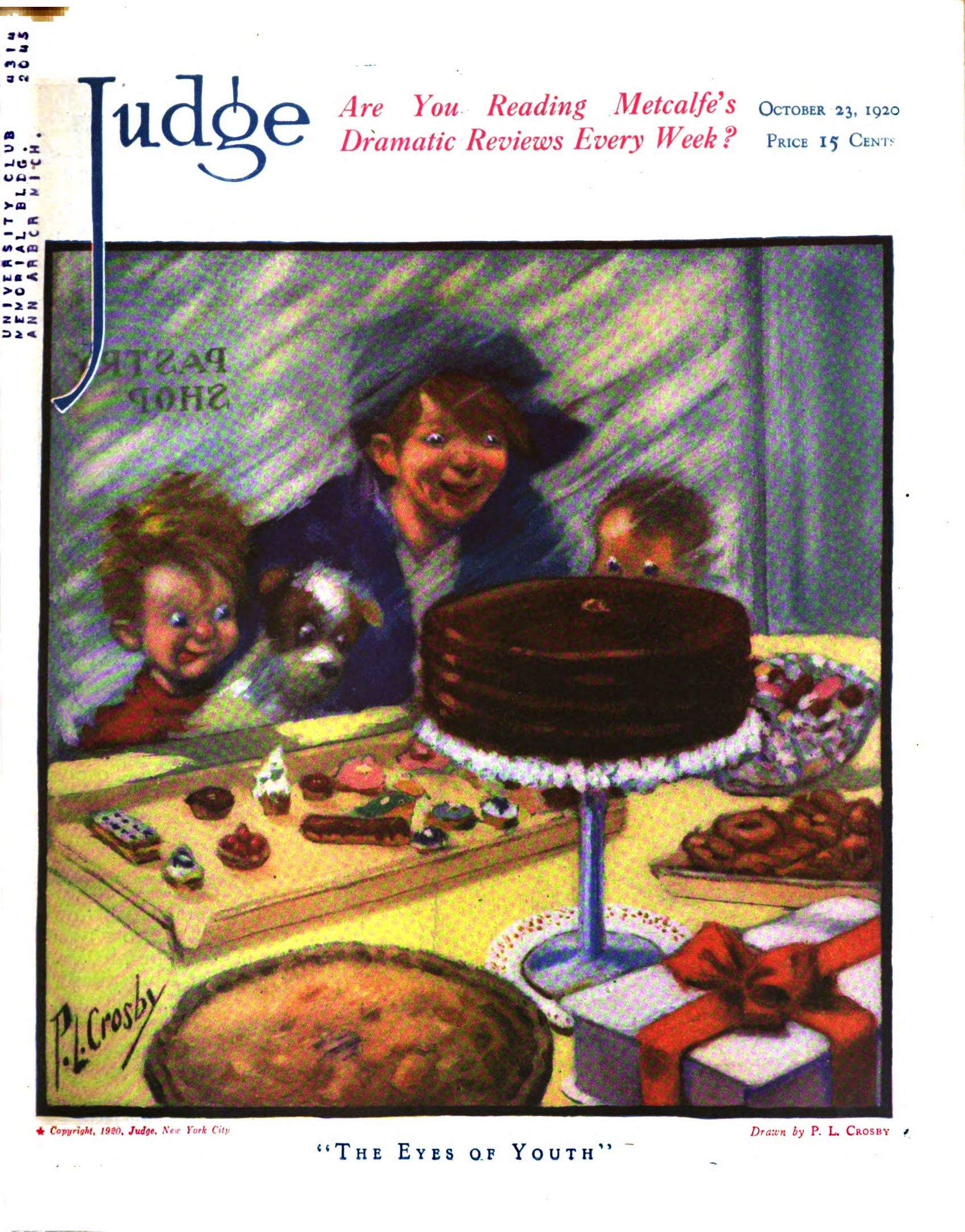
Une illustration de Percy Crosby (médaille d'argent dans la catégorie dessins et aquarelles) pour le magazine satirique Judge.

Pour ce qui est de la catégorie générale Sculpture, 144 artistes venant de 16 pays proposent à l’appréciation du jury 300 œuvres comprenant des médailles. Dans la sous-catégorie statues, l’artiste américain Mahonri Mackintosh Young remporte la médaille d'or pour «  The Knockdown », œuvre exposée de nos jours au Brigham Young University Museum of Art, à Provo, aux États-Unis. Concernant la médaille d’argent, elle est décernée au Hongrois Miltiades Manno, pour une sculpture intitulée «  La lutte  ». Miltiades Manno a la particularité  d’avoir été artiste-peintre et sculpteur mais également joueur de football, cycliste et rameur. Il faisait ainsi partie du huit olympique hongrois éliminé lors des séries, aux Jeux olympiques de 1912. 
Dans la sous-catégorie Médailles et  bas-reliefs, c’est le Polonais Józef Klukowski qui reçoit la médaille d’or pour « Sculpture de sport II ». Józef Klukowski remportera également une médaille d’argent acquise dans le cadre des compétitions artistiques des Jeux olympiques de Berlin, en 1936. Victime d’un destin tragique, il participera ensuite, en 1944, à l’Insurrection de Varsovie sera arrêté, déporté vers le camp de Bergen-Belsen, et décédera à Ravensbrück la même année. En ce qui concerne la médaille de bronze, elle est obtenue par le Canadien Robert Tait McKenzie pour son travail intitulé «  Blason d'athlètes ». En plus de son talent de sculpteur concrétisé par la création de nombreux médaillons, de multiples statues et des monuments commémoratifs de guerre en Grande-Bretagne, au Canada et aux États-Unis, Robert Tait McKenzie fut également chirurgien orthopédiste qui se fit connaître pour les méthodes de réadaptation qu’il avait mises au point en tant que médecin militaire pendant la Première Guerre mondiale.

## Tous les médaillés
| Disciplines artistiques              | Or                                                                                                | Argent                                                         | Bronze                                                           |
| ------------------------------------ | ------------------------------------------------------------------------------------------------- | -------------------------------------------------------------- | ---------------------------------------------------------------- |
| Projets architecturaux               | Gustave Saacké, Pierre Bailly (en) et Pierre Montenot (en) pour Cirque pour corridas              | John Russell Pope pour Plan du stade Payne-Whitney à New Haven | Richard Konwiarz (en) pour Plan d'un champ de courses en Silésie |
| Urbanisme                            | John Hughes (en) pour Plan d'un parc des sports et de repos avec stade pour la ville de Liverpool | Jens Klemmensen (en) pour Plan de parc public et de stade      | André Verbeke (en) pour Plan d'un parc de marathon               |
| Sculpture : statues                  | Mahonri Young pour Knockdown                                                                      | Miltiades Manno pour Lutte                                     | Jakub Obrovský (en) pour Ulysse                                  |
| Sculpture : médailles et bas-reliefs | Józef Klukowski pour Relief de sport II                                                           | Frederick William MacMonnies pour Médaille de Lindbergh        | Robert Tait McKenzie pour Blason d'athlètes                      |
| Peintures                            | David Wallin (en) pour Bord de mer à Arilde                                                       | Ruth Miller (en) pour La lutte                                 | non décerné                                                      |
| Arts graphiques                      | Joseph Golinkin (en) pour Ciseaux de jambes                                                       | Janina Konarska pour Stade                                     | Joachim Karsch (en) pour Passage de témoin                       |
| Dessins et aquarelles                | Lee Blair pour Rodéo                                                                              | Percy Crosby (en) pour Jackknife                               | Gerhard Westermann (en) pour Cavalier                            |
| Littérature :                        | Paul Bauer pour Le combat contre l’Himalaya                                                       | Josef Petersen (en) pour Les Argonautes                        | non décerné                                                      |
| Musique:                             | non décerné                                                                                       | Josef Suk pour En route vers la vie nouvelle                   | non décerné                                                      |

## Tableau des médailles
| Rang | Nation             | Or | Argent | Bronze | Total |
| ---- | ------------------ | -- | ------ | ------ | ----- |
| 1    | États-Unis         | 3  | 4      | 0      | 7     |
| 2    | Pologne            | 1  | 1      | 0      | 2     |
| 3    | Grande-Bretagne    | 1  | 0      | 2      | 3     |
| 4    | Allemagne          | 1  | 0      | 0      | 1     |
| 4    | France             | 1  | 0      | 0      | 1     |
| 4    | Suède              | 1  | 0      | 0      | 1     |
| 7    | Danemark           | 0  | 2      | 0      | 2     |
| 8    | République tchèque | 0  | 1      | 1      | 2     |
| 9    | Hongrie            | 0  | 1      | 0      | 1     |
| 10   | Canada             | 0  | 0      | 1      | 1     |
| 10   | Belgique           | 0  | 0      | 1      | 1     |
| 10   | Pays-Bas           | 0  | 0      | 1      | 1     |
|      | Total              | 8  | 9      | 6      | 23    |

### Sources
- Bilan officiel des compétitions artistiques de 1912 à 1948 sur Olympic Museum.
- Bilan officiel des compétitions artistiques de 1932 sur Olympedia